# 染五郎とともに
『染五郎とともに』（そめごろうとともに）は、1964年4月1日から同年8月26日までTBS系列で放送されていたTBS製作の音楽バラエティ番組である。六代目市川染五郎（後の九代目松本幸四郎、二代目松本白鸚）の冠番組。第一製薬（現・第一三共）の一社提供で、タイトルに『第一製薬アワー』を冠していた。放送時間は毎週水曜 19時00分 - 19時30分（日本標準時）。

## 概要
六代目市川染五郎、いしだあゆみ、田中邦衛が出演していた番組。歌とダンスとコントを中心とする内容で、シチュエーションによってそれらに変化を付けていた。
本番組の終了後、TBS系列の水曜19時台は朝日放送（現・朝日放送テレビ）製作・タイガー魔法瓶工業（現・タイガー魔法瓶）一社提供のレギュラー番組枠に変更された。